# Юринський
Ю́ринський (рос. Юринский) — селище у складі Червоногвардійського району Оренбурзької області, Росія.

## Населення
Населення — 110 осіб (2010; 183 у 2002).
Національний склад (станом на 2002 рік):
- башкири — 84 %